# Ludność Olecka

## LudnośćOlecka
- 1816 – 1900[1]
- 1843 – 2922[1]
- 1871 – 3921[1]
- 1875 – 4212[2]
- 1880 – 4347[2]
- 1890 – 4887 (w tym 108 katolików i 86  Żydów)[2]
- 1900 – 4878[2]
- 1905 – 5021[2]
- 1910 – 5391[2]
- 1925 – 5957[1]
- 1933 – 6629[2] (lub 6654[1])
- 1939 – 7114[1] (lub 7118[2])
- 1946 – 1413 (spis sumaryczny)[3]
- 1950 – 5043 (spis powszechny)[4]
- 1959 – 6,8 tys.[5]
- 1960 – 7195 (spis powszechny)[4]
- 1964 – 8,2 tys.[6]
- 1970 – 9149 (spis powszechny)[4]
- 1973 – 9,7 tys.[7]
- 1978 – 10 812 (spis powszechny)[4]
- 1987 – 14,1 tys.[8]
- 1995 – 16 622[9]
- 1996 – 16 700[9]
- 1997 – 16 640[9]
- 1998 – 16 657[9]
- 1999 – 15 998[9]
- 2000 – 16 018[9]
- 2001 – 16 102[9]
- 2002 – 16 102[9]
- 2003 – 16 007[9]
- 2004 – 16 100[9]
- 2005 – 16 155[9]
- 2006 – 16 177[9]
- 2007 – 16 038[9]
- 2008 – 16 110[9]
- 2009 – 16 061[9]
- 2010 – 16 078[9]
- 2011 – 16 544[9]
- 2012 – 16 556[9]
- 2013 – 16 533[9]
- 2014 – 16 458[9]
- 2015 – 16 460[9]
- 2016 – 16 448[9]
- 2017 – 16 508[9]
- 2018 – 16 477[9]
- 2019 – 16 422[9]

## Powierzchnia Olecka
- 1995 – 11,42 km²
- 2006 – 11,54 km²
- 2008 – 11,61 km²
- 2011 – 11,62 km²